# Walter Cipa

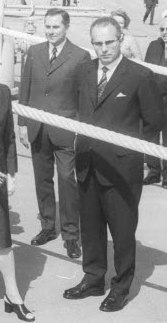
Walter Cipa (re.) bei einer Schiffstaufe in Kiel (1973)

Walter Johannes Cipa (* 29. November 1928 in Gleiwitz) ist ein ehemaliger deutscher Industriemanager. Er war von 1969 bis 1975 Vorstandsvorsitzender der Gelsenberg AG und von 1976 bis 1980 Vorstandsvorsitzender der AEG-Telefunken.

## Leben
Der Sohn des Tiefbaumeisters Ernst Cipa und der Marie Kusz studierte Geologie an der Technischen Hochschule Aachen und der Universität Freiburg. Nach erfolgreicher Diplomprüfung wurde er 1955 an der TH Aachen mit einem Thema zur Angewandten Geophysik (Dissertation: Erdmagnetische Vermessung einiger Lavaströme und Tuffschlote in der Vorder-Eifel) zum Dr. rer. nat. promoviert.
Cipa begann seine berufliche Laufbahn 1955 als Betriebsassistent bei der Deutschen Erdöl AG (DEA) und studierte daneben Volkswirtschaftslehre. 1961 wechselte er von der DEA zur Gelsenkirchener Bergwerks-AG (GBAG) in Essen, wo er mit dem Aufbau einer Abteilung für Erdöl und Erdgas beauftragt wurde. Er sammelte praktische Erfahrungen im Mineralölgeschäft, wurde 1964 Prokurist und stieg ein Jahr später als Direktor in den Vorstand der mittlerweile in Gelsenberg umbenannten Aktiengesellschaft auf. Ab 1969 war er als Nachfolger von Friedrich Funcke deren Vorstandsvorsitzender. Nach der Fusion der Gelsenberg-Benzin AG mit der Veba Chemie AG zur Veba Oel AG schied er im Juli 1975 aus dem Unternehmen aus.
Cipa trat im August 1975 auf Betreiben von Jürgen Ponto, dem Sprecher des Vorstands der Dresdner Bank, als Direktor und stellvertretender Vorsitzender in den Vorstand der AEG-Telefunken ein. Im Juli 1976 übernahm er nach dem Wechsel Hans Groebes in den Aufsichtsrat die Funktion als Vorstandsvorsitzender. Bei der Sanierung des Unternehmens war ihm jedoch kein Erfolg beschieden. Die Konzernverschuldung der AEG wuchs weiter an, so dass er im Januar 1980 seinen Vorstandsposten niederlegte.
Walter Cipa ist seit 1958 mit Eva Mayer verheiratet. Das Ehepaar ist kinderlos. In seiner Jugend war Cipa, ein „Manager mit hartem Willen und eiserner Faust“, Amateurboxer in der Schwergewichtsklasse.